# مقاطعة مارالببيشى
مقاطعة باتشو وتُعرف عند الأويغور بـ مقاطعة مارالببيشى  (بالأويغورية: مارالبېشى ناھىيىسى)‏، هي مقاطعة في منطقة سنجان ذاتية الحكم لقومية الأويغور وتحت إدارة ولاية كاشغر. تبلغ مساحتها 18,491 كيلومتر مربع (7,139 ميل2)، وتحيط مدينة تومكسوك، ووفقًا لتعداد عام 2002 يبلغ عدد سكانها 380،000.

## التاريخ
في عام 1913 تم تأسيس مقاطعة مارالببيشى. وفي أبريل 2013 توفي واحد وعشرون في حادثة في سيركبويا. وفي أكتوبر 2014 توفي اثنان وعشرون في حادثة وقعت في سوق أحد المزارعين في المقاطعة.

## المناخ
| البيانات المناخية لـمقاطعة مارالببيشى (1971−2000) | البيانات المناخية لـمقاطعة مارالببيشى (1971−2000) | البيانات المناخية لـمقاطعة مارالببيشى (1971−2000) | البيانات المناخية لـمقاطعة مارالببيشى (1971−2000) | البيانات المناخية لـمقاطعة مارالببيشى (1971−2000) | البيانات المناخية لـمقاطعة مارالببيشى (1971−2000) | البيانات المناخية لـمقاطعة مارالببيشى (1971−2000) | البيانات المناخية لـمقاطعة مارالببيشى (1971−2000) | البيانات المناخية لـمقاطعة مارالببيشى (1971−2000) | البيانات المناخية لـمقاطعة مارالببيشى (1971−2000) | البيانات المناخية لـمقاطعة مارالببيشى (1971−2000) | البيانات المناخية لـمقاطعة مارالببيشى (1971−2000) | البيانات المناخية لـمقاطعة مارالببيشى (1971−2000) | البيانات المناخية لـمقاطعة مارالببيشى (1971−2000) |
| الشهر                                             | يناير                                             | فبراير                                            | مارس                                              | أبريل                                             | مايو                                              | يونيو                                             | يوليو                                             | أغسطس                                             | سبتمبر                                            | أكتوبر                                            | نوفمبر                                            | ديسمبر                                            | المعدل السنوي                                     |
| ------------------------------------------------- | ------------------------------------------------- | ------------------------------------------------- | ------------------------------------------------- | ------------------------------------------------- | ------------------------------------------------- | ------------------------------------------------- | ------------------------------------------------- | ------------------------------------------------- | ------------------------------------------------- | ------------------------------------------------- | ------------------------------------------------- | ------------------------------------------------- | ------------------------------------------------- |
| متوسط درجة الحرارة الكبرى °م (°ف)                 | 0.9 (33.6)                                        | 6.4 (43.5)                                        | 14.6 (58.3)                                       | 23.8 (74.8)                                       | 28.6 (83.5)                                       | 32.1 (89.8)                                       | 33.8 (92.8)                                       | 32.3 (90.1)                                       | 27.9 (82.2)                                       | 20.8 (69.4)                                       | 11.0 (51.8)                                       | 2.4 (36.3)                                        | 19.6 (67.2)                                       |
| متوسط درجة الحرارة الصغرى °م (°ف)                 | −12.2 (10.0)                                      | −7.4 (18.7)                                       | 1.4 (34.5)                                        | 9.0 (48.2)                                        | 14.0 (57.2)                                       | 17.4 (63.3)                                       | 19.5 (67.1)                                       | 18.5 (65.3)                                       | 13.1 (55.6)                                       | 4.8 (40.6)                                        | −3.4 (25.9)                                       | −10.1 (13.8)                                      | 5.4 (41.7)                                        |
| الهطول مم (إنش)                                   | 0.4 (0.02)                                        | 1.3 (0.05)                                        | 2.5 (0.10)                                        | 2.9 (0.11)                                        | 7.8 (0.31)                                        | 13.8 (0.54)                                       | 13.2 (0.52)                                       | 11.7 (0.46)                                       | 4.3 (0.17)                                        | 2.1 (0.08)                                        | 0.3 (0.01)                                        | 0.7 (0.03)                                        | 61.0 (2.40)                                       |
| متوسط أيام هطول الأمطار (≥ 0.1 mm)                | 1.0                                               | 1.1                                               | 0.8                                               | 0.8                                               | 2.6                                               | 4.7                                               | 5.5                                               | 4.1                                               | 2.3                                               | 0.8                                               | 0.2                                               | 0.9                                               | 24.8                                              |
| متوسط الرطوبة النسبية (%)                         | 61                                                | 50                                                | 41                                                | 33                                                | 36                                                | 39                                                | 43                                                | 47                                                | 49                                                | 51                                                | 56                                                | 65                                                | 48                                                |
| ساعات سطوع الشمس الشهرية                          | 180.6                                             | 177.8                                             | 194.5                                             | 229.3                                             | 267.5                                             | 301.7                                             | 308.1                                             | 285.4                                             | 265.4                                             | 258.1                                             | 212.8                                             | 177.8                                             | 2٬859                                             |
| نسبة وصول أشعة الشمس                              | 61                                                | 59                                                | 53                                                | 58                                                | 61                                                | 68                                                | 68                                                | 67                                                | 71                                                | 75                                                | 71                                                | 61                                                | 64                                                |
| المصدر: China Meteorological Administration       |                                                   |                                                   |                                                   |                                                   |                                                   |                                                   |                                                   |                                                   |                                                   |                                                   |                                                   |                                                   |                                                   |

## التركيبة السكانية
وفقا لتعداد 2019، فإن 95.13% من السكان هم من الأويغور.